# Ministeri d'Afers Exteriors i de Cooperació Internacional de Guinea Equatorial
El Ministeri d'Afers Exteriors, Cooperació Internacional i Afers Francòfons és el Ministeri d'Afers Exteriors de Guinea Equatorial, amb la seva seu ubicada a Malabo, Guinea Equatorial. L'actual ministre és Simeón Oyono Esono Angue, nomenat en 2018.

## Llista de ministres
Aquesta és una llista de Ministre d'Afers Exteriors i Cooperació Internacional de Guinea Equatorial:
- 1968–1969: Atanasio Ndongo Miyone
- 1969–1971: Francisco Macías Nguema
- 1971–1979: Bonifacio Nguema Esono Nchama (interí)
- 1979–1981: Florencio Mayé Elá
- 1981–1983: Marcos Mba Ondo
- 1983–1989: Marcelino Nguema Onguene
- 1989–1992: Santiago Eneme Oyono
- 1992–1993: Benjamín Mba Ekua Mikó
- 1993–1999: Miguel Oyono Ndong Mifumu
- 1999–2003: Santiago Nsobeya Efuman
- 2003–2012: Pastor Micha Ondó Bile
- 2012–2018: Agapito Mba Mokuy
- 2018-ara: Simeón Oyono Esono Angue